# 日本とアルジェリアの関係
日本とアルジェリアの関係（アラビア語: العلاقات الجزائرية اليابانية、英語: Algeria–Japan relations）では、日本とアルジェリアとの関係について記述する。日本とアルジェリアは1962年に国交を樹立した。

## 両国の比較
|             | アルジェリア                 | 日本                            | 両国の差                     |
| ----------- | ---------------------------- | ------------------------------- | ---------------------------- |
| 人口        | 3780万人（2013年）           | 1億2711万人（2015年）           | 日本はアルジェリアの約3.4倍  |
| 国土面積    | 238万 km²                    | 37万7972 km²                    | アルジェリアは日本の約6.3倍  |
| 首都        | アルジェ                     | 東京                            |                              |
| 最大都市    | アルジェ                     | 東京                            |                              |
| 政体        | 半大統領制                   | 議院内閣制                      |                              |
| 公用語      | アラビア語                   | 日本語（事実上）                |                              |
| 国教        | イスラム教                   | なし                            |                              |
| GDP（名目） | 1750億7700万米ドル（2015年） | 4兆1162億4200万米ドル（2015年） | 日本はアルジェリアの約23.5倍 |
| 防衛費      | 104億1300万米ドル（2015年）  | 409億米ドル（2015年）           | 日本はアルジェリアの約3.9倍  |

## 概要
日本国政府は、アルジェリアをフランスから独立した1962年7月4日に国家承認を行ない、2012年には、国交樹立50周年を迎えた。2025年現在、両国は互いの首都にそれぞれ、日本がアルジェに、アルジェリアが東京に大使館を開設している。

## 歴史
第二次世界大戦後の日本とアルジェリアの二国間関係の歴史は、1958年9月アルジェリア民族解放戦線（FLN）が東京に極東代表部を開設したところからはじまる。1962年7月4日フランス領アルジェリアはアルジェリア民主人民共和国として独立を果たし、日本政府と国交を結び、1964年2月14日に在アルジェリア日本国大使館が設置され、同年6月に駐日アルジェリア大使館を開設した。2013年1月16日、アルジェリアのイリジ県イナメナスにてアルジェリア人質事件が発生し、多数の日本人犠牲者が出た。

### 経済協力
2011年3月に日本で発生した東日本大震災において、在アルジェリア日本大使館にてメデルチ外務大臣の弔問記帳とともにアルジェリア政府は、日本に対して義援金1,000万米ドルの寄付を行なった。
一方で2013年度までの日本からアルジェリアへの経済協力は有償資金と無償資金および技術による協力は合計230億円を超える。

## 在日アルジェリア人、在留邦人
2014年6月現在、在日アルジェリア人は160人、2013年10月現在、在アルジェリア日本人は270人を数える。

## 外交使節

### 民族解放戦線（FLN）極東代表部代表
- アブデラマーン・キワン[11]

### 在日アルジェリア大使
| 代 | 氏名                                   | 在任期間        | 官職名       | 備考                                                |
| -- | -------------------------------------- | --------------- | ------------ | --------------------------------------------------- |
|    | スリム・タハール・デバガ               | 1964年          | 臨時代理大使 |                                                     |
| 1  | アブデルマレク・ベンハビレス           | 1964年 - 1971年 | 特命全権大使 | 信任状捧呈は8月14日 大統領代理経験者 法務大臣経験者 |
| 2  | ブラヒム・ガーファー                   | 1971年 - 1979年 | 特命全権大使 | 信任状捧呈は9月2日                                  |
| 3  | ムラード・ベンシェイク                 | 1979年 - 1984年 | 特命全権大使 | 信任状捧呈は12月19日                                |
| 4  | ナッセレディーン・ハッファード         | 1984年 - 1988年 | 特命全権大使 | 信任状捧呈は10月29日                                |
| 5  | ヌレディヌ・ヤズィド・ゼルーニ         | 1988年 - 1991年 | 特命全権大使 | 信任状捧呈は10月11日 旭日大綬章受章                 |
| 6  | スリム・タハール・デバガ               | 1992年 - 1997年 | 特命全権大使 | 信任状捧呈は3月5日 旭日重光章受章                   |
| 7  | ブジュマ・デルミ                       | 1997年 - 2001年 | 特命全権大使 | 信任状捧呈は11月6日                                 |
| 8  | アマール・ベンジャマ                   | 2001年 - 2005年 | 特命全権大使 | 信任状捧呈は11月6日                                 |
| 9  | シド・アリ・ケトランジ                 | 2005年 - 2015年 | 特命全権大使 | 信任状捧呈は12月12日 旭日重光章受章                 |
|    | モハメッド・スマニ                     | 2015年          | 臨時代理大使 |                                                     |
| 10 | モハメッド・エル・アミン・ベンシェリフ | 2015年 - 2021年 | 特命全権大使 | 信任状捧呈は4月28日                                 |
|    | ダラル・ラムヌ                         | 2021年          | 臨時代理大使 |                                                     |
| 11 | ラルビ・カティ                         | 2021年 - 2023年 | 特命全権大使 | 信任状捧呈は2月9日                                  |
|    | ラバ・ジョアハラ                       | 2023年          | 臨時代理大使 |                                                     |
| 12 | ファリード・ブーラハベル               | 2023年 -        | 特命全権大使 | 信任状捧呈は11月6日                                 |